# Wei Wu Wei
Wei Wu Wei, pseudonimo di Terence Gray (Felixstowe, 14 settembre 1895 – Principato di Monaco, 5 gennaio 1986), è stato un regista, direttore teatrale e filosofo inglese.

## Biografia
Figlio di Harold Stannus Gray e membro di una consolidata famiglia anglo-irlandese, Gray è cresciuto in una tenuta nelle colline di Gog Magog, fuori Cambridge, in Inghilterra. Ha ricevuto una formazione approfondita presso la Ascham Saint Vincent's School, Eastbourne, all'Eton College e all'Università di Oxford. Da giovane perseguì un interesse per l'egittologia che culminò con la pubblicazione di due libri sulla storia e la cultura dell'antico Egitto nel 1923.
Gray ricevette l'influenza delle teorie di Edward Gordon Craig, e le concretizzò inaugurando nel 1926 un teatro sperimentale a Cambridge, il Cambridge Festival Theatre, ispirato ad un netto rifiuto del realismo dominante, e nel quale veniva dato un importante ed innovativo ruolo alla luce, al colore e al movimento.
Negli otto anni di esistenza del teatro di Gray, egli allestì, tra l'altro, l'Orestea di Eschilo, musicata da Tovey e Jacob, l'Enrico VIII di William Shakespeare, La macchina da scrivere di Elmer Rice, suscitando sempre interesse e scalpore per l'eccentricità delle soluzioni sceniche.
La sua importanza nel teatro inglese è legata soprattutto all'illuminotecnica.
Successivamente abbandonò la sua carriera teatrale e, sotto lo pseudonimo di Wei Wu Wei, pubblicò diversi libri sulla filosofia taoista, ispirato anche dal lungo soggiorno in Asia, in India.
Complessivamente scrisse otto libri, incluso il suo lavoro finale con l'ulteriore pseudonimo di O.O.O. nel 1974.

## Opere
- Fingers Pointing Towards The Moon; Reflections of a Pilgrim on the Way, Londra (1958);
- Why Lazarus Laughed; The Essential Doctrine Zen-Advaita-Tantra, Londra (1960);
- Ask The Awakened; The Negative Way, Londra (1963);
- All Else Is Bondage; Non-Volitional Living, Hong Kong (1964);
- Open Secret, Hong Kong (1965);
- The Tenth Man, Hong Kong (1966);
- Posthumous Pieces, Hong Kong (1968);
- Unworldly Wise; As the Owl Remarked to the Rabbit, Hong Kong (1974).